# Heteromigas
Genre
Heteromigas est un genre d'araignées mygalomorphes de la famille des Migidae.

## Distribution
Les espèces de ce genre sont endémiques d'Australie. Elles se rencontrent en Tasmanie et au Queensland.

## Liste des espèces
Selon World Spider Catalog (version 14.0, 2013) :
- Heteromigas dovei Hogg, 1902
- Heteromigas terraereginae Raven, 1984

## Publication originale
- Hogg, 1902 : On some additions to the Australian spiders of the suborder Mygalomorphae. Proceedings of the Zoological Society of London, vol. 1902, no 2, p. 121-142 (texte intégral).